# Trigonidium bifasciatum
Trigonidium bifasciatum är en insektsart som först beskrevs av Tokuichi Shiraki 1911.  Trigonidium bifasciatum ingår i släktet Trigonidium och familjen syrsor. Inga underarter finns listade i Catalogue of Life.